# Lincity
Lincity là một game dạng mô phỏng xây dựng và quản lý miễn phí, trong game người chơi sẽ kiểm soát công việc quản lý kinh tế xã hội của thành phố. Tên gọi của trò chơi là giả theo tựa game gốc thể loại xây dựng thành phố SimCity và được phát hành theo giấy phép GNU General Public License. Một bài báo trên CNN chuyên về mảng game Linux đã nhấn mạnh đến sự tinh tế của Lincity.

## Lối chơi

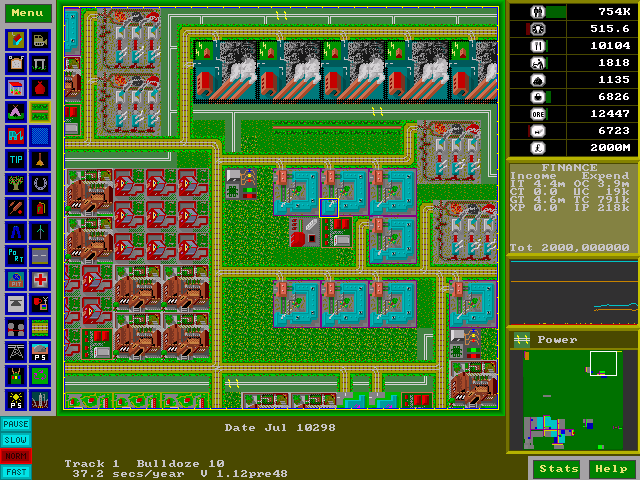
Một tấm hình chụp của LinCity nguyên gốc

Lincity là một trò chơi mô phỏng thành phố và quốc gia, tương tự như trong khái niệm của SimCity. Người chơi có thể phát triển một thành phố bằng cách mua các tòa nhà, dịch vụ và cơ sở hạ tầng phù hợp. Sự mô phỏng liên quan đến các lĩnh vực như dân số, lao động, quản lý nước và hệ sinh thái cơ bản, hàng hóa (sẵn có và sản xuất), nguyên liệu (quặng, sắt thép, than đá), dịch vụ (giáo dục, y tế, phòng cháy chữa cháy, nhàn nhã), năng lượng (điện, than, than với trữ lượng hữu hạn, năng lượng mặt trời và gió) và những hạn chế khác như tài chính, ô nhiễm và vận tải.
Các chỉ số khác nhau được cung cấp, với những bản đồ nhỏ hoặc bảng thống kê. Người chơi phải chăm sóc gia tăng dân số và cân bằng nền kinh tế xã hội khác. Lincity có thể giành chiến thắng theo hai cách: tiếp cận sự phát triển bền vững hoặc sơ tán toàn bộ dân số với tàu vũ trụ. Trang chủ LinCity có mục Hall of Fame tức danh sách những người chơi đã thành công vào một trong hai mục tiêu này.

## Lịch sử
Phiên bản gốc của game được mang tên LinCity. Phiên bản này có thể chạy trên các máy tính cũ mà không có card đồ họa 3D, sở hữu bộ nhớ và bộ xử lý chậm. Nó có tính năng phức tạp, đồ họa 2D, lối chơi có góc nhìn từ trên xuống. Nó được cập nhật lần cuối vào tháng 8 năm 2004, dù có bất kỳ thay đổi kể từ năm 1999 đều là thứ yếu.
Lincity ban đầu được thiết kế dành cho Linux, nhưng cũng chạy trên Microsoft Windows, BeOS, OS/2 và AmigaOS 4, cũng như một loạt rất lớn của các hệ thống theo kiểu Unix. Tuy nhiên Mac OS X chỉ được hỗ trợ khi biên soạn từ mã nguồn sử dụng GCC và chạy sử dụng X11.app. Nó sử dụng SVGALib hoặc X11 như giao diện đồ họa API trên hệ thống Unix, với một loạt các phiên bản bản địa dựa trên nền tảng không Unix.

## LinCity-NG

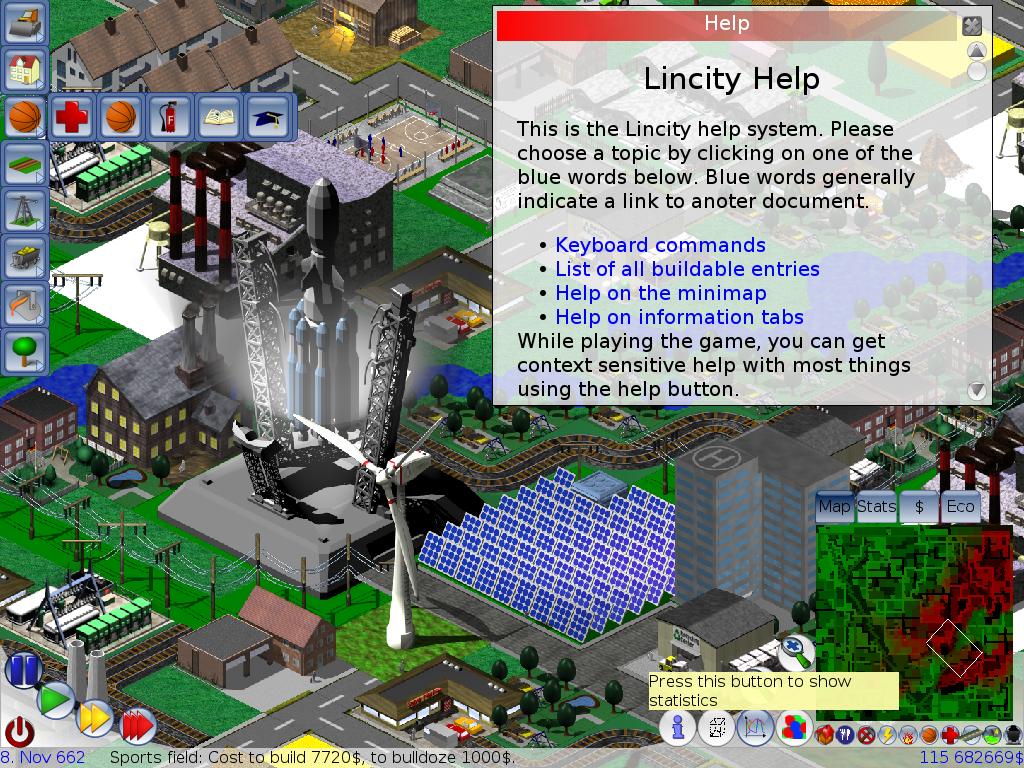
LinCity-NG

LinCity-NG là một phân nhánh của Lincity với đồ họa được cải thiện và âm thanh mới. Tăng lên đến bản phát hành 1.1.2, lối chơi giống nhau và có thể đọc các tập tin lưu trữ của Lincity cổ điển. LinCity-NG vẫn giữ lại, riêng máy chủ bị đóng cửa và có bất đồng về nơi chuyển đi.
Lincity-NG phiên bản 2 bổ sung thêm quản lý nguồn nước vào phần mô phỏng và hệ sinh thái rất đơn giản. Phiên bản 2.0 được phát hành vào ngày 25 tháng 1 năm 2009. Nó được phát hành theo giấy phép GNU General Public License với tác phẩm nghệ thuật kép được cấp phép theo đó và giấy phép Creative Commons Attribution-Sharealike 2.0; bao gồm các phông chữ DejaVu được phân phối theo các điều khoản cấp phép tự do riêng của chúng. LinCity-NG sử dụng SDL và OpenGL dưới góc nhìn 2D.